# آی‌ان‌اس گاریال (ال۲۳)
آی‌ان‌اس گاریال (ال۲۳) (به انگلیسی: INS Gharial (L23)) یک کشتی است که طول آن 120 m می‌باشد.